# Eva Vaz
Eva Vaz (La Antilla-Lepe (Huelva), 1972-) es una escritora andaluza. Licenciada en Filosofía por la Universidad de Sevilla. Ha trabajado en el campo de la escena, el periodismo y las artes plásticas. Ha recibido e impartido numerosos cursos de narrativa y poesía. 

## Biografía
Desde 1999 dirige la empresa de gestión cultural Ex-Libris. Su obra, es una obra ya amplia, renuncia a los artificios y cautelas retóricas habituales para ofrecer su propia verdad desnuda e intransferible.Eva Vaz es miembro de la Poesía de la Conciencia o de la Consciencia, una poesía más sencilla y comprometida socialmente en la que la integran también Antonio Orihuela, Enrique Falcón, Vicente Muñoz, Julia López de Briñas...Con un lenguaje lacerante, temas provocadores, compromiso, una particular forma narrativa de finales contundentes y sorpresivos. Una voz poética reconocible y singular.
La obra de Eva Vaz ha permanecido al margen de los circuitos editoriales canónicos de la poesía española, lo que no ha impedido que un número creciente de lectores, en una suerte de boca a oreja, se identifique con esta poesía que se quiere radical, provocativa, insumisa y desafiante, pero también tierna y lúcida. Para esos happy few, Eva Vaz es una voz insoslayable, una auténtica poeta de culto.
Pasar fractura es la culminación de esa obra, tal vez el libro más directo y despojado de la autora, resultado de la tensión extrema entre vida y literatura. El abandono, la enfermedad mental, la culpa, el fracaso, pero también la fuerza para sobrevivir y reconstruirse constituyen algunas de las estaciones de este viaje definitivo de Eva Vaz a los abismos del corazón humano.

## Obra literaria[11]
- Elegía a una sombra (Huelva: Tertulia literaria 1900, 1995).
- Ahora que los monos se comen a las palomas (Huelva: Cacúa, 2001).
- Hembras, catálogo de la exposición que tuvo lugar en el Foro Iberoamericano en colaboración con la fotógrafa Ángeles Santotomás, del 16 de noviembre al 16 de diciembre de 2001.
- Cuaderno de Isla (poemas del sudor) junto a Juanjo Barral (Oviedo: La Última Canana de Pancho Villa, 2003). Edición fascímil.
- La otra mujer (Salamanca: Celya, 2003).
- Leña (poemario) (Huelva: Cacúa, 2004).
- La ternura de los lobos (Logroño: Ediciones del 4 de Agosto, 2004).
- Metástasis (Salamanca, Bejar: lf ediciones, 2006).[12]
- Frágil (Tenerife: Baile del Sol, 2010).
- Ruido de venenos (Ayamonte: Crecida, 2013).
- Trabajo sucio (Sevilla: Ediciones La Isla de Siltolá, 2016).
- Actualmente trabaja en dos inéditos (Parejas, un homenaje a Carver y La homosexualidad de Epi y Blas, un poemario de doble lectura -infantil y adulta- sobre la pérdida de la inocencia).
- La palabra despoblada: centro y periferia junto a Juan Carlos Mestre y María Sánchez (Córdoba: Diputación, 2018).
- Limpieza general (Huelva: Asociación Cultural Garvm, 2013).[13]

### Antologías[14][7]
- La indiferencia de los chinos (Vinalia Trippers, León, 1998).
- Carne Picada (Aullido n.4/5, 1999).
- 21 de Últimas (Conversaciones con poetas andaluces, Asoc. Hwebra, 2001).
- Las otras mujeres (Huelva: Ayuntamiento, 2001).
- El último en morir que apague la luz (Ateneo obrero de Gijón, 2002).
- Voces del extremo I (Fundación Juan Ramón Jiménez, 1999), II (Poesía y conciencia, Fund. J.R.J., 2000), III (Poesía y conflicto, Fund. J.R.J. 2001) y IV (Poesía y utopía, Fund. J. R. J., 2002).
- IV Plastilírica (Tertulia El Ermitaño, Puerto de Santa María, Cádiz, 2000).
- Catálogo de los seleccionados para el Primer Premio de Poesía Experimental (Diputación de Badajoz, 2002).
- Catálogo de los finalistas del Certamen Andaluz de Artes Plásticas del Instituto Andaluz de la Juventud (Instalación-Poesía: Mi dulce fractura, 2002).
- Hablando en plata: antología de 17 poetas españoles de hoy  (Monterrey, México: Homoscriptum, 2005).
- Tripulantes, La venganza del Inca, Femigrama, Hankover y 23 Pandoras.

### Ha colaborado en las revistas
Principios de Filosofía (Sevilla), Sin embargo (Huelva), Lúnula (Gijón), Letra Clara (Granada), La Caterva (Granada), La más bella ( nº 5, 6 y 7, Madrid), Volandas (Huelva), Raro (Madrid) Huebra (Huelva) Amilamia, La última canana de Pancho Villa (Oviedo), Pliegos poéticos (Almería), La hamaca de lona (Madrid), Ala de mosca (Mérida, Badajoz), El tejedor de palabras (Baracaldo), Hembras (Huelva ), El fantasma de la glorieta, (edición digital), Aula literaria de Logroño, Fábula (Logroño), Poemash (Fanzines Vinalia Trippers, León), Botellón literario (Huelva).

## Premios y reconocimientos
Ha obtenido premios en certámenes de poesía, narrativa y artes plásticas como: 
- IV Certamen de Poesía de la Facultad de Derecho de la Universidad de Sevilla.
- Certamen Regional de Creación Joven del Ayuntamiento de Huelva.
- Premio Huelva-Joven 2002 (modalidad Artes Plásticas) convocado por el Instituto Andaluz de la Juventud.